# The Art of Discrete and Applied Mathematics
The Art of Discrete and Applied Mathematics je strokovno recenzirana znanstvena revija z mednarodnim uredniškim odborom, ki pokriva področje diskretne matematike in uporabne matematike. Izdaja jo Univerza na Primorskem (Slovenija) skupaj s Slovenskim društvom za diskretno in uporabno matematiko. Gre za revijo z diamantnim (platinastim) prostim dostopom, v katerem so članki objavljeni pod Creative Commons Attribution 4.0 licenco.
Od začetka revija izhaja samo v elektronski obliki.

## Povzetki in indeksiranje
Revijo indeksirajo naslednje baze:
- Mathematical Reviews
- Scopus
- Scimago
- zbMATH
- SICRIS
- COBISS

Med več kot 90 revijami iz Slovenije, ki jih pokriva Scimago, revija The Art of Discrete and Applied Mathematics v prvi polovici seznama.